# 森山未來
森山未來（1984年8月20日—），日本男演員，出生於兵庫縣神戶市灘區。舞者出身，2013年10月至2014年10月，受邀擔任日本文化廳文化交流大使，參與以色列、比利時等地的舞蹈團體活動。

## 經歷
1997年，森山未來開始演出舞台劇，1999年以舞台劇《BOYS TIME》正式出道。2001年，初次參演電視特別劇《TEAM 2》，同年參與連續劇《再見，小津先生》的演出，為個人生涯首部正規連續劇。
2003年，演出《五個撲水的少年》獲得關注，翌年，在電影《在世界的中心呼喊愛情》飾演主角「松本朔太郎」的高中生時代，表演備受好評，獲藍絲帶獎新人獎及入圍日本電影金像獎優秀男配角等獎項。
2005年，和伊東美咲搭檔演出富士電視台黃金檔月九連續劇《危險傻大姊》，獲得平均18.8%的高收視率；2007年，由原本的アトリエ・ダンカン經紀公司移籍至目前所屬的松田優作事務所。
2012年，以電影《桃花期》獲每日電影獎最佳男主角獎；2013年，在《苦役列車》和《往復書簡：二十年後的作業》的演繹獲得電影旬報獎最佳男主角、エランドール賞，並同時入圍日本電影金像獎男主角和男配角獎。翌年，以舞台劇《活了100萬次的貓》獲讀賣舞臺劇大獎最佳男主角獎，在各領域的戲劇演出受到肯定。
2016年11月1日，宣布自原事務所獨立，成立個人事務所。

## 人物
- 姓名本來是，但祖母因為筆畫偏好改為「未來」。
- 5歲開始學爵士舞，6歲學踢踏舞，8歲學芭蕾舞和嘻哈音樂。
- 全家都是麥可·傑克森的歌迷。麥可·傑克森到日本巡演時，森山曾和麥可·傑克森在飯店的廁所巧遇（但本人當時年紀太小，沒有記憶）。曾在《HEY!HEY!HEY!MUSIC CHAMP》的麥可·傑克森特集擔任嘉賓。
- 因從小受周遭人影響，經常接觸好萊塢的電影，欣賞的藝人包括佛雷·亞斯坦、金·凱利、鮑勃·福斯、傑克·李蒙、瑪琳·黛德麗和奧黛麗·赫本。
- 聽的音樂種類廣泛，尤其是爵士音樂的相關知識豐富。
- 10歲時歷經阪神大地震，影響其人生觀，並參與相關紀實節目和戲劇演出。
- 2010年3月，與圈外女性結婚。同年10月，第一個兒子誕生。
- 有菸癮、非常愛貓，喜歡一個人旅行。有潛水和二級小型船舶駕駛執照。
- 喜歡的作家和漫畫家為宮澤賢治、寺山修司、太宰治、保羅·科爾賀、克里斯多夫·雅歌塔、手塚治虫、橫山光輝等。
- 曾共演《刑事の現場》的寺尾聰前輩曾評價森山「吸收力強、有爆發力和絕佳戲劇感」、武田鐵矢評價道「集中力高，正式拍攝立刻力量全開」[1]。
- 曾表示女演員滿島光是唯一一個與自己合作過舞臺劇、電視劇、電影、歌舞劇的演員。

## 戲劇作品

### 電影
- 左輪手槍的青春（2003年） -
- 在世界的中心呼喊愛情（2004年、東寶） - 松本朔太郎
- School Days（2005年） - 相沢晴生
- 微笑 聖夜的奇跡（2007年、東寶）主演 - 佐野修平
- 百万元與苦蟲女（2008年、日活） - 中島亮平
- 20世紀少年（2008年、2009年、東寶） - 漫畫家角田
- 一首PUNK歌救地球（2009年）日本作家伊坂幸太郎短篇Fish Story改編 -  1999年的正義使者
- 桃花期（2011年9月23日上映） - 藤本幸世
- 永遠的三丁目的夕陽 64年（2012年、東寶、導演：山崎貴）- 菊池孝太郎
- 苦役列車（2012年、東映、導演：山下敦弘） - 北町貫多
- 往復書簡：二十年後的作業（2012年11月3日上映、東映、導演：阪本順治） - 鈴木信人
- 怒（2016年，東寶、導演：李相日）飾演 田中信吾[2]
- 馬拉松武士（2019年）- 辻村平九郎
- 敗犬拳王（アンダードッグ）（2020年、東映、導演：武正晴）- 末原晃
- 我們都無法成為大人（2021年）- 佐藤誠
- 新·假面騎士（2023年、東映、導演：庵野秀明）- 綠川一郎

### 動畫電影
- 聖☆哥傳（2013年，東寶映像事業部）主演 - 耶穌
- 犬王（2022年，Aniplex、Asmik Ace）主演 - 友魚
- 妖怪貓小杏（2024年，TOHO NEXT）主演 - 小杏[3]

### 電視劇
- TEAM 2（2001年，富士電視台） - 佐上翔一
- 再見，小津先生（日语：さよなら、小津先生）（2001年10月 - 12月，富士電視台）- 井本浩二
- サイコドクター 第5話（2002年10月 - 12月，日本電視台） - 斉藤大
- 最後の弁護人 第9話（2003年1月 - 3月，日本電視台） - 佐藤祐樹
- 五個撲水的少年（2003年7月、富士电视台） - 立松憲男
- 真實的恐怖故事「最後の買い物」（2004年，富士電視台）主演 - 浅井祐二
- 讓愛看得見（2004年4月，富士電視台） - 友川満雄
- 愛在聖誕節（2004年10月，富士電視台） - 葉山達平
- 危險傻大姊（2005年10月，富士電視台） - 皆川勇太郎
- 僕たちの戦争（2006年9月，TBS電視台）主演 - 尾島健太、石庭吾一
- 役者魂!（2006年10月，富士電視台） - 相川護
- 櫻桃小丸子（2007年7月，富士電視台） - 姊姊的家庭教師
- 爺爺老師（2007年9月，富士電視台） - 奈良的鹿・第9話
- 刑事的現場（2008年3月，NHK） - 加藤啓吾
- ROOKIES 第1話、第2話（2008年4月19日・26日、TBS） - 張本琢己
- 刑事的現場2（2009年7月、，NHK）主演 - 加藤啓吾
- 桃花期（2010年7月，東京電視台）主演 - 藤本幸世
- 夫婦善哉（2013年8月，NHK）與尾野真千子雙主演 - 維康柳吉
- 煙霞（2015年7月，WOWOW）主演 - 熊谷透
- 澪之料理帖（2017年5月13日－7月8日，NHK週六時代劇）- 小松原（小野寺）
- 韋馱天～東京奧運故事～（2019年，NHK） - 美濃部孝藏、金原亭馬生、古今亭朝太（1人分飾3角）
- 岸邊露伴一動也不動 第2話・第3話（2020年12月29日・30日，NHK綜合台） - 志士十五
- Prism（2022年7月12日－9月13日，NHK）- 白石悠磨
- 教場（富士電視台）- 十崎波琉
  - 教場II 後篇（2021年1月4日）
  - 風間公親－教場0－ 第2話 - 第9話・最終話（2023年4月17日 - 6月5日・6月19日）
- 派對咖孔明（2023年10月，富士電視台）- 老闆小林

### 舞台劇

#### 演出
- アルゴミュージカル ロボ!笑ったね（1997年7月 - 8月）
- BOYS TIME（1999年・2000年再演）
- ママ・ラヴズ・マンボ（2000年・2002年再演）
- ABCミュージカル『火の鳥』（2000年）
- こくまろな女達（2001年）
- ライアー・ガール（2002年）
- スター誕生（2004年）
- 森山未來DANCE LIVE w/z モダンミリイカンパニー FELLOWSHIP OF FABLY 〜旅の仲間達〜（2004年夏）
- BAT BOY THE MUSICAL（2005年春・2006年再演） - 主演
- 最悪な人生のためのガイドブック（2005年）
- 劇団☆新感線「メタル マクベス」（2006年5月 - 7月、原作：ウィリアム・シェイクスピア，角色：宮藤官九郎）
- 血の婚礼（2007年5月 - 6月） - 主演
- キャバレー（2007年10月 - 11月，執導：松尾スズキ）
- 劇団☆新感線 SHINKANSEN☆RX「五右衛門ロック」（2008年7月（東京）・8月（大阪））
- RENT（2008年11月 - 12月（東京）・1月（大阪）、製作：東宝） - 主演
- R2C2 〜サイボーグなのでバンド辞めます!〜（2009年4月 - 5月（東京）・2009年6月（大阪）、作・執導：宮藤官九郎）
- 「ネジと紙幣」based on女殺油地獄（2009年9月） - 主演
- カフカの「変身」（2010年3月 - 4月） - 主演
- I'm Levi's® 二人芝居「Griffon」（2010年6月3日） - 主演
- シアターコクーン・オンレパートリー2010「タンゴ-TANGO-」（2010年11月，執導：長塚圭史） - 主演
- Revival / ヤザキタケシ（2010年12月4日、5日）
- LOVE LETTERS -20th Anniversary Christmas Special（2010年12月7日）
- 劇団☆新感線 いのうえ歌舞伎「髑髏城の七人」（2011年8月～10月）
- テヅカ TeZukA（2012年2月23日 - 26日）※世界巡演（羅馬、香港、紐西蘭、盧森堡、法蘭克福各城市）
- ヘドウィグ・アンド・アングリーインチ（2012年8月 - 9月、上演台本・演出：大根仁） - 主演
- 活了100萬次的貓（日语：100万回生きたねこ）（2013年1月 -2月）- 主演（與滿島光雙主演）
- インバル・ピント&アブシャロム・ポラックカンパニー公演（Dust、Oyster、Wallflower）（2013年10月 -2014年10月）
- Dance New Air 2014-「談ス」（2014年9月）
- プルートゥ PLUTO（2015年1月9日 - 2月11日） - 主演 - アトム

#### 執導、主演
- WONDERLAND（2005年夏）
- STUDIO MODERN MILLIE DANCE LIVE PART III「OVER THE RAINBOW」（2006年春）
- 戦争わんだー（2007年8月 - 9月）

#### 編劇、執導
- CANプロデュース公演 きゅうかくうしお vol.0「素晴らしい偶然をもとめて」（2010年8月）

## 特別節目
- 2014年12月17日NHK─森山未來　自撮り３６５日　踊る阿呆（以色列留學一年紀實） [4]

## 音樂錄影帶
- B'z〈ARIGATO〉（2004年）
- フジファブリック〈夜明けのBEAT〉（2010年）

## 書籍

### 寫真集
- ぼくのSchool Daze Diary（ロッキング・オン、2005年12月）ISBN 4860520564

### 連載
- SWITCH雜誌 (スイッチ・パブリッシング）「彼方からの手紙」（2013年12月～　）

## 獎項
2003年度
- 第38回日劇學院賞 助演男優賞（《五個撲水的少年》）

2004年度
- 第47回藍絲帶獎 新人賞（《在世界的中心呼喊愛情》）
- 第28回日本電影金像獎 新人俳優賞（《在世界的中心呼喊愛情》）
- 第28回日本電影金像獎 優秀助演男優賞（《在世界的中心呼喊愛情》）
- 第59回日本放送映画藝術大賞 映画部門 優秀新人賞（《在世界的中心呼喊愛情》）

2009年度
- 第24回高崎電影節 最優秀助演男優賞（《フィッシュストーリー》）

2011年度
- 第66回每日電影獎 男優主演賞（《桃花期》）
- 第16回日本網路電影大獎 主演男優賞（《桃花期》）

2012年度
- 第37回報知電影獎 助演男優賞（《往復書簡：二十年後的作業》《永遠的三丁目的夕陽 64年》）
- 第25回日刊體育電影大獎 助演男優賞（《往復書簡：二十年後的作業》）
- 第86回電影旬報獎 主演男優賞（《苦役列車》）
- エランドール賞 新人賞（《苦役列車》、《往復書簡：二十年後的作業》、《贖罪》、《永遠的三丁目的夕陽 64年》等）
- WOWOW勝手に演劇大賞2012 プライム男優賞（《テヅカ TeZukA》《ヘドウィグ・アンド・アングリーインチ]]》）
- 第36回日本電影金像獎 優秀主演男優賞（《苦役列車》）
- 第36回日本電影金像獎 優秀助演男優賞（《往復書簡：二十年後的作業》）
- 第67回日本放送映画藝術大賞 映画部門 最優秀主演男優賞（《苦役列車》）
- 第67回日本放送映画藝術大賞 映画部門 優秀助演男優賞（《往復書簡：二十年後的作業》）
- 全国映連賞 男優賞（《苦役列車》、《往復書簡：二十年後的作業》）

2013年度
- 第21回讀賣舞臺劇大獎（日语：読売演劇大賞） 優秀男優賞（《活了100萬次的貓（日语：100万回生きたねこ）》）
- 第68回日本放送映画藝術大賞 放送部門 優秀主演男優賞（《夫婦善哉》）

2016年度
- 第10回日本JaDaFo Dance Award 2015 受賞
- 第40回日本電影金像獎 優秀助演男優賞（《怒》）

## 廣告代言
- 日本マクドナルド「新しい瞬間 篇」
- J-PHONE 「虹をみたかい 篇」
- ハウス食品
  - 『ナチュラルブラウン』
  - カレーPR「夏に効く! カレー」（'05年末第九 篇 / '06年お正月 篇）
- 大發工業株式會社 『ミラジーノ』
- 大塚製藥 『カロリーメイト』「そこは持っとかないと。 新人の朝 篇」
- PARCO「福岡パルコOPEN記念CM」
- Levi's 2010年春のブランドキャンペーン「I'm Levi's®」
- Kanebo COSMETICS キャンペーン『Lavshuca×FOX]]×GINGER Real Love Story Report』
- 三菱商事 「More Challenges」
- PARCO「2011夏グランバザール」
- 三得利『サントリー天然水』
- TOYOTA「考えるハイブリッド」

## 外部連結
- 森山未來官方網站